# Митко Маджунков
Митко Маджунков (на македонска литературна норма: Митко Маџунков) е писател, драматург и есеист от Северна Македония, академик на Македонската академия на науките и изкуствата.

## Биография
Роден е на 19 март 1943 година в Струмица, тогава окупирана от България. Основно и средно образование завършва в Струмица, а висше, обща книжовност и теория на литературата - във Филологическия факултет на Белградския университет. Работи в Библиотеката на град Белград. Член е на Македонския ПЕН център и на дружеството Независими писатели на Македония. Става академик и от декември 2009 година е ръководител на Лексикографския център, който подготвя новото издание на „Македонска енциклопедия“. Носител е на наградата „Рациново признание“.

## Творчество
Разкази
- Чудна средба (Белград 1970),
- Уби го зборливото куче (Белград 1973),
- Над троскотот облаци (Скопје 1974),
- Мирисот на земјата (Скопје 1984).

Новели
- Меѓата на светот (Скопје 1990),
- Бегството и повторното раѓање на зографот,
- Дрвото на Нарајана (Скопје 1998).

Романи
- Кула на Ридот (Скопје 1981),
- Домот на Александар (Скопје 1992),
- Кон другата земја (Скопје 1993)[2]